# Bernie
Bernie és una població dels Estats Units a l'estat de Missouri. Segons el cens del 2000 tenia 1.777 habitants.

## Demografia
Segons el cens del 2000, Bernie tenia 1.777 habitants, 782 habitatges, i 510 famílies. La densitat de població era de 548,9 habitants per km².
Dels 782 habitatges en un 29,3% hi vivien nens de menys de 18 anys, en un 50% hi vivien parelles casades, en un 12% dones solteres, i en un 34,7% no eren unitats familiars. En el 30,4% dels habitatges hi vivien persones soles el 17% de les quals corresponia a persones de 65 anys o més que vivien soles. El nombre mitjà de persones vivint en cada habitatge era de 2,27 i el nombre mitjà de persones que vivien en cada família era de 2,82.
Per edats la població es repartia de la següent manera: un 23,7% tenia menys de 18 anys, un 7,9% entre 18 i 24, un 26,3% entre 25 i 44, un 24,9% de 45 a 60 i un 17,1% 65 anys o més.
L'edat mediana era de 39 anys. Per cada 100 dones de 18 o més anys hi havia 77,8 homes.
La renda mediana per habitatge era de 24.085 $ i la renda mediana per família de 30.847 $. Els homes tenien una renda mediana de 24.922 $ mentre que les dones 16.196 $. La renda per capita de la població era de 13.096 $. Entorn del 15,8% de les famílies i el 26,6% de la població estaven per davall del llindar de pobresa.

## Poblacions més properes
El següent diagrama mostra les poblacions més properes.